# Вандерберг
Ва́ндерберг (англ. Vanderburgh County) — округ в штате Индиана, США. Официально образован 7 января 1818 года. По состоянию на 2010 год, численность населения составляла 179 703 человека.

## География
По данным Бюро переписи США, общая площадь округа равняется 612,095 км2, из которых 604,714 км2 суша и 7,407 км2 или 1,210 % это водоемы.

## Население
По данным переписи населения 2000 года в округе проживает 171 922 жителей в составе 70 623 домашних хозяйств и 44 421 семей. Плотность населения составляет 283,00 человек на км2. На территории округа насчитывается 76 300 жилых строений, при плотности застройки около 126,00-ти строений на км2. Расовый состав населения: белые — 89,30 %, афроамериканцы — 8,19 %, коренные американцы (индейцы) — 0,18 %, азиаты — 0,75 %, гавайцы — 0,04 %, представители других рас — 0,40 %, представители двух или более рас — 1,15 %. Испаноязычные составляли 0,98 % населения независимо от расы.
В составе 28,70 % из общего числа домашних хозяйств проживают дети в возрасте до 18 лет, 47,50 % домашних хозяйств представляют собой супружеские пары проживающие вместе, 11,90 % домашних хозяйств представляют собой одиноких женщин без супруга, 37,10 % домашних хозяйств не имеют отношения к семьям, 31,00 % домашних хозяйств состоят из одного человека, 12,10 % домашних хозяйств состоят из престарелых (65 лет и старше), проживающих в одиночестве. Средний размер домашнего хозяйства составляет 2,33 человека, и средний размер семьи 2,93 человека.
Возрастной состав округа: 23,10 % моложе 18 лет, 11,50 % от 18 до 24, 28,10 % от 25 до 44, 22,00 % от 45 до 64 и 22,00 % от 65 и старше. Средний возраст жителя округа 37 лет. На каждые 100 женщин приходится 90,20 мужчин. На каждые 100 женщин старше 18 лет приходится 86,40 мужчин.
Средний доход на домохозяйство в округе составлял 36 823 USD, на семью — 47 416 USD. Среднестатистический заработок мужчины был 34 162 USD против 22 869 USD для женщины. Доход на душу населения составлял 20 655 USD. Около 7,80 % семей и 11,20 % общего населения находились ниже черты бедности, в том числе — 14,40 % молодежи (тех, кому ещё не исполнилось 18 лет) и 7,30 % тех, кому было уже больше 65 лет.